# Oleksandr Vorobyov
Pour les articles homonymes, voir Vorobiov.
Oleksandr Vorobiov (né le 5 octobre 1984 à Dniprodzerjinsk) est un gymnaste ukrainien.

## Palmarès

### Jeux olympiques
- Pékin 2008
  -  médaille de bronze aux anneaux

### Championnats du monde
- Londres 2009
  -  médaille de bronze aux anneaux

### Championnats d'Europe
- Amsterdam 2007
  -  médaille d'or aux anneaux

- Turin 2009
  -  médaille d'argent aux anneaux

## Distinctions
- Médaille « Pour le travail et la valeur » (ru) en 2007
- Ordre « Pour le courage » (en) de troisième classe en 2008